# لوبکه
شهر لوبکه (به آلمانی: Lübbecke) در ایالت نوردراین-وستفالن در کشور آلمان واقع شده‌است.